# Mir (editora)
Mir (em russo:  "здательство "Мир") era uma importante editora na União Soviética, que continua a existir na moderna Federação Russa. Foi fundada em 1946 por um decreto do Conselho de Ministros da URSS e está sediada em Moscou e na Rússia desde então. Foi totalmente financiada pelo Estado, razão pela qual os livros foram publicados em preços mais baixos.
Seu escopo era doméstico e traduzia literatura especial e tutorial em vários domínios da ciência e engenharia: matemática, física, química, biologia, agricultura, transporte, energia etc. Muitos cientistas e engenheiros soviéticos foram seus colaboradores. Os funcionários forneceram tradução do russo original. Além disso, durante os tempos soviéticos, era conhecida por livros científicos nacionais e estrangeiros, traduzidos, bem como por ficção científica. Muitos dos livros de Mir foram e são usados como livros didáticos para estudos da ciência em muitos países.